# Kolumbia az 1992. évi nyári olimpiai játékokon
Kolumbia a spanyolországi Barcelonában megrendezett 1992. évi nyári olimpiai játékok egyik részt vevő nemzete volt. Az országot az olimpián 11 sportágban 49 sportoló képviselte, akik összesen 1 érmet szereztek.

## Érmesek
| Érem  | Versenyző       | Sportág  | Versenyszám |
| ----- | --------------- | -------- | ----------- |
| Bronz | Ximena Restrepo | Atlétika | Női 400 m   |

## Atlétika
Férfi
| Versenyző          | Versenyszám     | Előfutam | Előfutam | Előfutam | Döntő         | Döntő         |
| Versenyző          | Versenyszám     | Idő      | Hely.    | Össz.    | Idő           | Helyezés      |
| ------------------ | --------------- | -------- | -------- | -------- | ------------- | ------------- |
| Herder Vázquez     | 5000 m          | 14:06,80 | 9.       | 39.      | kiesett       | kiesett       |
| Herder Vázquez     | 10 000 m        | 30:07,55 | 22.      | 41.      | kiesett       | kiesett       |
| Carlos Grisales    | Maraton         |          |          |          | nem ért célba | nem ért célba |
| Héctor José Moreno | 20 km gyaloglás |          |          |          | 1:26:23       | 9.            |

Női
| Versenyző         | Versenyszám | Előfutam | Előfutam | Előfutam | Negyeddöntő | Negyeddöntő | Negyeddöntő | Elődöntő | Elődöntő | Elődöntő | Döntő   | Döntő    |
| Versenyző         | Versenyszám | Idő      | Hely.    | Össz.    | Idő         | Hely.       | Össz.       | Idő      | Hely.    | Össz.    | Idő     | Helyezés |
| ----------------- | ----------- | -------- | -------- | -------- | ----------- | ----------- | ----------- | -------- | -------- | -------- | ------- | -------- |
| Norfalia Carabalí | 400 m       | 52,18    | 3.       | 5.       | 51,65       | 4.          | 13.         | 51,75    | 5.       | 13.      | kiesett | kiesett  |
| Ximena Restrepo   | 400 m       | 52,34    | 2.       | 8.       | 50,63       | 1.          | 1.          | 49,76    | 2.       | 2.       | 49,64   |          |

## Birkózás
Szabadfogású
| Versenyző     | Versenyszám | Csoportkör                                                        | Csoportkör | Helyosztók        | Helyosztók        | Helyosztók        | Bronz- mérkőzés   | Döntő             | Helyezés    |
| Versenyző     | Versenyszám | Csoportkör                                                        | Csoportkör | 9. helyért        | 7. helyért        | 5. helyért        | Bronz- mérkőzés   | Döntő             | Helyezés    |
| Versenyző     | Versenyszám | Ellenfél Eredmény                                                 | Hely.      | Ellenfél Eredmény | Ellenfél Eredmény | Ellenfél Eredmény | Ellenfél Eredmény | Ellenfél Eredmény | Helyezés    |
| ------------- | ----------- | ----------------------------------------------------------------- | ---------- | ----------------- | ----------------- | ----------------- | ----------------- | ----------------- | ----------- |
| Romelio Salas | 74 kg       | A csoport · Hara Josihiko (JPN) · 0-16 · Gary Holmes (CAN) · 0-15 | 9.         | kiesett           | kiesett           | kiesett           | kiesett           | kiesett           | helyezetlen |

## Íjászat
Női
| Versenyző        | Versenyszám | Selejtező | Selejtező | Selejtező | Selejtező | Selejtező | Selejtező | Selejtező | Selejtező | Selejtező | Selejtező | Kieséses szakasz  | Kieséses szakasz  | Kieséses szakasz  | Kieséses szakasz  | Kieséses szakasz  | Helyezés |
| Versenyző        | Versenyszám | 30 m      | 30 m      | 50 m      | 50 m      | 60 m      | 60 m      | 70 m      | 70 m      | Pont      | Hely.     | 32-es főtábla     | Nyolcaddöntő      | Negyeddöntő       | Elődöntő          | Döntő             | Helyezés |
| Versenyző        | Versenyszám | Pont      | Hely.     | Pont      | Hely.     | Pont      | Hely.     | Pont      | Hely.     | Pont      | Hely.     | Ellenfél Eredmény | Ellenfél Eredmény | Ellenfél Eredmény | Ellenfél Eredmény | Ellenfél Eredmény | Helyezés |
| ---------------- | ----------- | --------- | --------- | --------- | --------- | --------- | --------- | --------- | --------- | --------- | --------- | ----------------- | ----------------- | ----------------- | ----------------- | ----------------- | -------- |
| María Echavarría | Egyéni      | 326       | 54.       | 272       | 58.       | 319       | 35.       | 284       | 49.       | 1201      | 55.       | kiesett           | kiesett           | kiesett           | kiesett           | kiesett           | 55.      |

## Kerékpározás

### Országúti kerékpározás
Férfi
| Versenyző      | Versenyszám   | Idő            | Helyezés |
| -------------- | ------------- | -------------- | -------- |
| Libardo Niño   | Mezőnyverseny | 4:44:05(+8:44) | 76.      |
| Héctor Palacio | Mezőnyverseny | 4:35:56(+0:35) | 52.      |
| José Robles    | Mezőnyverseny | 4:35:56(+0:35) | 49.      |

### Pálya-kerékpározás
Sprintversenyek
| Versenyző     | Versenyszám  | Selejtező | Selejtező | 1. forduló                                               | 1. forduló | Vigaszág selejtező              | Vigaszág selejtező | Vigaszág döntő       | Vigaszág döntő | 2. forduló             | 2. forduló | Vigaszág             | Vigaszág | Negyeddöntő          | 5–8. helyért           | 5–8. helyért | Elődöntő             | Döntő                | Helyezés    |
| Versenyző     | Versenyszám  | Idő       | Hely.     | Ellenfelek Győztes idő                                   | Hely.      | Ellenfél Győztes idő            | Hely.              | Ellenfél Győztes idő | Hely.          | Ellenfelek Győztes idő | Hely.      | Ellenfél Győztes idő | Hely.    | Ellenfél Győztes idő | Ellenfelek Győztes idő | Hely.        | Ellenfél Győztes idő | Ellenfél Győztes idő | Helyezés    |
| ------------- | ------------ | --------- | --------- | -------------------------------------------------------- | ---------- | ------------------------------- | ------------------ | -------------------- | -------------- | ---------------------- | ---------- | -------------------- | -------- | -------------------- | ---------------------- | ------------ | -------------------- | -------------------- | ----------- |
| Jhon González | Férfi egyéni | 11,097    | 15.       | Gary Neiwand (AUS) · Dirk Jan van Hameren (NED) · 11,319 | 2.         | Jaroslav Jeřábek (TCH) · 11,532 | 2.                 | kiesett              | kiesett        | kiesett                | kiesett    | kiesett              | kiesett  | kiesett              | kiesett                | kiesett      | kiesett              | kiesett              | helyezetlen |

Üldözőversenyek
| Versenyző                                                   | Versenyszám                | Selejtező | Selejtező | Negyeddöntő  | Negyeddöntő | Negyeddöntő | Elődöntő     | Elődöntő  | Elődöntő | Döntő        | Döntő     | Helyezés |
| Versenyző                                                   | Versenyszám                | Idő       | Hely.     | Ellenfél Idő | Saját idő   | Hely.       | Ellenfél Idő | Saját idő | Hely.    | Ellenfél Idő | Saját idő | Helyezés |
| ----------------------------------------------------------- | -------------------------- | --------- | --------- | ------------ | ----------- | ----------- | ------------ | --------- | -------- | ------------ | --------- | -------- |
| Alberny Vargas                                              | Férfi egyéni üldözőverseny | 4:49,067  | 20.       | kiesett      | kiesett     | kiesett     | kiesett      | kiesett   | kiesett  | kiesett      | kiesett   | 20.      |
| Esteban López Fernando Sierra Alberny Vargas José Velásquez | Férfi csapat üldözőverseny | 4:36,086  | 18.       | kiesett      | kiesett     | kiesett     | kiesett      | kiesett   | kiesett  | kiesett      | kiesett   | 18.      |

Időfutam
| Versenyző      | Versenyszám           | Idő      | Helyezés |
| -------------- | --------------------- | -------- | -------- |
| José Velásquez | Férfi egyéni időfutam | 1:10,143 | 25.      |

Pontversenyek
| Versenyző      | Versenyszám       | Selejtező | Selejtező | Selejtező | Selejtező | Döntő     | Döntő | Helyezés |
| Versenyző      | Versenyszám       | Csoport   | lekörözés | Pont      | Hely.     | lekörözés | Pont  | Helyezés |
| -------------- | ----------------- | --------- | --------- | --------- | --------- | --------- | ----- | -------- |
| José Velásquez | Férfi pontverseny | A         | 1         | 22        | 6.        | -         | 6     | 16.      |

## Labdarúgás
| Kolumbiai férfi labdarúgócsapat-játékoskeret | Kolumbiai férfi labdarúgócsapat-játékoskeret |
| --- | --- |
| - Víctor Aristizábal - Faustino Asprilla - Jorge Bermúdez - Jairo Calanche - Miguel Ángel Calero - Omar Cañas - Geovanis Cassiani - Hernán Gaviria - John Lozano - Víctor Marulanda | - Faryd Mondragón - Robeiro Moreno - Diego Osorio - Víctor Pacheco - John Pérez - Gustavo Restrepo - José Fernando Santa - Carlos Uribe - Iván Valenciano - Szövetségi kapitány: Hernan Gomez |

### Eredmények
Csoportkör
B csoport
| Csapat              | M | Gy | D | V | Rg | Kg | Gk | P |
| ------------------- | - | -- | - | - | -- | -- | -- | - |
| Spanyolország (ESP) | 3 | 3  | 0 | 0 | 8  | 0  | +8 | 6 |
| Katar (QAT)         | 3 | 1  | 1 | 1 | 2  | 3  | –1 | 3 |
| Egyiptom (EGY)      | 3 | 1  | 0 | 2 | 4  | 6  | –2 | 2 |
| Kolumbia (COL)      | 3 | 0  | 1 | 2 | 4  | 9  | –5 | 1 |

| 1992. július 24. 21:00 |

| Spanyolország (ESP)                                                             | 4–0               | Kolumbia (COL)                  |
| ------------------------------------------------------------------------------- | ----------------- | ------------------------------- |
| Guardiola 10' Kiko 37' Berges 41' Luis Enrique 69' López 23′ Fernández 33′, 53′ | (3–0) Jegyzőkönyv | Valenciano 18′ Cassiani 4′, 87′ |

| Estadio Luis Casanova, Valencia Nézőszám: 18 000 Játékvezető: Merk (német) |

| 1992. július 27. 19:00 |

| Kolumbia (COL)  | 1–1               | Katar (QAT) |
| --------------- | ----------------- | ----------- |
| Aristizábal 62' | (0–0) Jegyzőkönyv | Souf 89'    |

| Estadio Nova Creu Alta, Sabadell Nézőszám: 2 000 Játékvezető: Brizio Carter (mexikói) |

| 1992. július 29. 19:00 |

| Kolumbia (COL)             | 3–4               | Egyiptom (EGY)                                |
| -------------------------- | ----------------- | --------------------------------------------- |
| Gaviria 8' 83' Pacheco 14' | (2–1) Jegyzőkönyv | Abdelrazik 27' El-Masry 48' Khashba 90' 90+1' |

| Estadio Nova Creu Alta, Sabadell Nézőszám: 4 500 Játékvezető: Búdzsszajm (egyesült arab emírségekbeli) |

| Csapat         | Helyezés |
| -------------- | -------- |
| Kolumbia (COL) | 14.      |

## Lovaglás
Díjugratás
| Versenyző                                    | Ló                           | Versenyszám | Selejtező | Selejtező | Selejtező | Selejtező | Selejtező | Selejtező | Selejtező  | Selejtező  | Döntő   | Döntő   | Döntő   | Döntő   | Végeredmény | Végeredmény |
| Versenyző                                    | Ló                           | Versenyszám | 1. kör    | 1. kör    | 2. kör    | 2. kör    | 2. kör    | 3. kör    | Összesítés | Összesítés | 1. kör  | 1. kör  | 2. kör  | 2. kör  | Végeredmény | Végeredmény |
| Versenyző                                    | Ló                           | Versenyszám | Pont      | Hely.     | Pont      | Össz.     | Hely.     | Pont      | Pont       | Hely.      | Bünt.   | Hely.   | Bünt.   | Hely.   | Pont/Bünt   | Helyezés    |
| -------------------------------------------- | ---------------------------- | ----------- | --------- | --------- | --------- | --------- | --------- | --------- | ---------- | ---------- | ------- | ------- | ------- | ------- | ----------- | ----------- |
| Hugo Gamboa                                  | Kung-Fu                      | Egyéni      | 14,00     | 74.       | 11,00     | 25,00     | 78.       |           | 25,00      | 80.        | kiesett | kiesett | kiesett | kiesett | 25,00       | 80.         |
| Juan Carlos García                           | Quel Type d'Elle             | Egyéni      | 20,00     | 68.       | 61,00     | 81,00     | 49.       | 63,00     | 144,00     | 36.        | 9,50    | 25.     | kiesett | kiesett | 9,50        | 25.         |
| Manuel Torres                                | Kos                          | Egyéni      | 8,00      | 80.       | 13,00     | 21,00     | 79.       | 49,50     | 70,50      | 64.        | kiesett | kiesett | kiesett | kiesett | 70,50       | 64.         |
| Hugo Gamboa Juan Carlos García Manuel Torres | Kung-Fu Quel Type d'Elle Kos | Csapat      |           |           |           |           |           |           |            |            | 107,75  | 19.     | 67,25   | 18.     | 175,00      | 18.         |

## Ökölvívás
| Versenyző      | Versenyszám  | Selejtező                             | Nyolcaddöntő      | Negyeddöntő       | Elődöntő          | Döntő             | Helyezés |
| Versenyző      | Versenyszám  | Ellenfél Eredmény                     | Ellenfél Eredmény | Ellenfél Eredmény | Ellenfél Eredmény | Ellenfél Eredmény | Helyezés |
| -------------- | ------------ | ------------------------------------- | ----------------- | ----------------- | ----------------- | ----------------- | -------- |
| Luis Retayud   | Papírsúly    | Erdenotsogtyn Tsogtjargal (MGL) · 2-8 | kiesett           | kiesett           | kiesett           | kiesett           | 17.      |
| Jesús Pérez    | Harmatsúly   | Philippe Wartelle (FRA) · 5-12        | kiesett           | kiesett           | kiesett           | kiesett           | 17.      |
| Edwin Cassiani | Kisváltósúly | Héctor Vinent (CUB) · 4-27            | kiesett           | kiesett           | kiesett           | kiesett           | 17.      |

## Sportlövészet
Férfi
| Versenyző           | Versenyszám          | Selejtező | Selejtező | Döntő   | Döntő    |
| Versenyző           | Versenyszám          | Pont      | Helyezés  | Pont    | Helyezés |
| ------------------- | -------------------- | --------- | --------- | ------- | -------- |
| Bernardo Tovar      | Gyorstüzelő pisztoly | 587       | 7.        | 776     | 8.       |
| Bernardo Tovar      | Légpisztoly          | 572       | 31.*      | kiesett | kiesett  |
| Bernardo Tovar      | Szabadpisztoly       | 553       | 22.**     | kiesett | kiesett  |
| Hernando Barrientos | Futócéllövészet      | 548       | 21.       | kiesett | kiesett  |

* - egy másik versenyzővel azonos eredményt ért el

** - két másik versenyzővel azonos eredményt ért el

## Súlyemelés
| Versenyző             | Versenyszám | Szakítás   | Szakítás   | Lökés                    | Lökés                    | Összesen   | Helyezés   |
| Versenyző             | Versenyszám | Eredmény   | Helyezés   | Eredmény                 | Helyezés                 | Összesen   | Helyezés   |
| --------------------- | ----------- | ---------- | ---------- | ------------------------ | ------------------------ | ---------- | ---------- |
| C. David Osorno       | 56 kg       | nem indult | nem indult | nem indult               | nem indult               | nem indult | nem indult |
| Roger Berrio          | 60 kg       | 115,0      | 21.*       | érvényes kísérlet nélkül | érvényes kísérlet nélkül | kiesett    | kiesett    |
| José Horacio Villegas | 60 kg       | 117,5      | 17.*       | 140,0                    | 23.                      | 257,5      | 21.        |
| Eyne Acevedo          | 67,5 kg     | 130,0      | 10.        | 170,0                    | 5.                       | 300,0      | 6.         |
| Álvaro Velasco        | 75 kg       | 145,0      | 15.        | 177,5                    | 18.*                     | 322,5      | 17.        |

* - egy másik versenyzővel azonos eredményt ért el

## Úszás
Férfi
| Versenyző          | Versenyszám  | Előfutam | Előfutam | Előfutam | Döntő   | Döntő   | Döntő   | Helyezés |
| Versenyző          | Versenyszám  | Idő      | Hely.    | Össz.    | Típus   | Idő     | Hely.   | Helyezés |
| ------------------ | ------------ | -------- | -------- | -------- | ------- | ------- | ------- | -------- |
| Alejandro Bermúdez | 400 m gyors  | 4:01,66  | 6.       | 35.      | kiesett | kiesett | kiesett | kiesett  |
| Alejandro Bermúdez | 1500 m gyors | 16:01,77 | 2.       | 25.      | kiesett | kiesett | kiesett | kiesett  |
| Alejandro Bermúdez | 200 m hát    | 2:04,46  | 2.       | 26.      | kiesett | kiesett | kiesett | kiesett  |
| Alejandro Bermúdez | 400 m vegyes | 4:33,87  | 4.       | 27.      | kiesett | kiesett | kiesett | kiesett  |

## Vívás
Férfi
| Versenyző       | Versenyszám       | Csoportkör | Csoportkör | Selejtező                        | 32-es főtábla                             | Egyenes ág a negyeddöntőért           | Egyenes ág a negyeddöntőért  | Vigaszág a negyeddöntőért | Vigaszág a negyeddöntőért | Vigaszág a negyeddöntőért | Vigaszág a negyeddöntőért         | Negyeddöntő                     | Elődöntő          | Döntő             | Helyezés |
| Versenyző       | Versenyszám       | Csoportkör | Csoportkör | Selejtező                        | 32-es főtábla                             | 1. kör                                | 2. kör                       | 1. kör                    | 2. kör                    | 3. kör                    | 4. kör                            | Negyeddöntő                     | Elődöntő          | Döntő             | Helyezés |
| Versenyző       | Versenyszám       | Ellenfél Eredmény | Hely.      | Ellenfél Eredmény                | Ellenfél Eredmény                         | Ellenfél Eredmény                     | Ellenfél Eredmény            | Ellenfél Eredmény         | Ellenfél Eredmény         | Ellenfél Eredmény         | Ellenfél Eredmény                 | Ellenfél Eredmény               | Ellenfél Eredmény | Ellenfél Eredmény | Helyezés |
| --------------- | ----------------- | --- | ---------- | -------------------------------- | ----------------------------------------- | ------------------------------------- | ---------------------------- | ------------------------- | ------------------------- | ------------------------- | --------------------------------- | ------------------------------- | ----------------- | ----------------- | -------- |
| Juan Miguel Paz | Párbajtőr, egyéni | 1. csoport · Angelo Mazzoni (ITA) · 4-5 · Aleš Depta (TCH) · 1-5 · Laurie Shong (CAN) · 5-3 · Daniel Lang (SUI) · 5-4 · Francisco Papaiano (BRA) · 5-1 · Handry Lenzun (INA) · 1-5  | 4.         | Robert Davidson (AUS) · 5-6, 3-5 | kiesett                                   | kiesett                               | kiesett                      | kiesett                   | kiesett                   | kiesett                   | kiesett                           | kiesett                         | kiesett           | kiesett           | 44.      |
| Mauricio Rivas  | Párbajtőr, egyéni | 5. csoport · Adrian Pop (ROU) · 5-4 · Maurizio Randazzo (ITA) · 5-4 · Gavin McLean (NZL) · 5-2 · Olivier Jacquet (SUI) · 5-3 · Mísel Júszef (LIB) · 5-1 · Enzo da Ponte (PAR) · 5-4 | 1.         | erőnyerő                         | Jean-Marc Chouinard (CAN) · 5-6, 6-5, 6-5 | Olivier Lenglet (FRA) · 5-6, 6-5, 5-2 | Kovács Iván (HUN) · 3-5, 3-5 |                           |                           |                           | Szerhij Kravcsuk (EUN) · 5-2, 6-4 | Kaido Kaaberma (EST) · 3-5, 3-5 | kiesett           | kiesett           | 7.       |